# Ейс Бейлі
Ейс Бейлі (англ. Ace Bailey, нар. 3 липня 1903, Брейсбридж — пом. 7 квітня 1992, Торонто) — канадський хокеїст, що грав на позиції крайнього нападника.
Член Зали слави хокею з 1975 року. Володар Кубка Стенлі. 

## Ігрова кар'єра
Хокейну кар'єру розпочав 1921 року.
Усю професійну клубну ігрову кар'єру, що тривала 8 років, провів, захищаючи кольори команди «Торонто Мейпл-Ліфс».
Загалом провів 334 матчі в НХЛ, включаючи 21 гру плей-оф Кубка Стенлі.

## Нагороди та досягнення
- Володар Кубка Стенлі в складі «Торонто Мейпл-Ліфс» — 1932.

## Статистика
| Сезон        | Клуб                   | Ліга         | Регулярний сезон | Регулярний сезон | Регулярний сезон | Регулярний сезон | Регулярний сезон | Плей-оф | Плей-оф | Плей-оф | Плей-оф | Плей-оф |
| Сезон        | Клуб                   | Ліга         | І                | Г                | П                | О                | ШХ               | І       | Г       | П       | О       | ШХ      |
| ------------ | ---------------------- | ------------ | ---------------- | ---------------- | ---------------- | ---------------- | ---------------- | ------- | ------- | ------- | ------- | ------- |
| 1921–22      | «Брейсбридж Берд Мілл» | ОХА          | —                | —                | —                | —                | —                | —       | —       | —       | —       | —       |
| 1922–23      | «Торонто Сент-Меріс»   | ОХА          | 4                | 2                | 1                | 3                | —                | 4       | 2       | 1       | 3       | —       |
| 1922–23      | «Торонто Сент-Меріс»   | МК           | —                | —                | —                | —                | —                | 4       | 2       | 1       | 3       | —       |
| 1923–24      | «Торонто Сент-Меріс»   | ОХА          | 8                | 10               | 0                | 10               | —                | —       | —       | —       | —       | —       |
| 1924–25      | «Пітерборо Сеньйорс»   | ОХА          | 8                | 5                | 0                | 5                | —                | 2       | 3       | 0       | 3       | 2       |
| 1924–25      | «Пітерборо Сеньйорс»   | Кубок Аллана | —                | —                | —                | —                | —                | 2       | 0       | 0       | 0       | 6       |
| 1925–26      | «Пітерборо Сеньйорс»   | ОХА          | 9                | 9                | 2                | 11               | 2                | 2       | 2       | 1       | 3       | —       |
| 1925–26      | «Пітерборо Сеньйорс»   | Кубок Аллана | —                | —                | —                | —                | —                | 6       | 2       | 2       | 4       | —       |
| 1926–27      | «Торонто Мейпл-Ліфс»   | НХЛ          | 42               | 15               | 13               | 28               | 82               | —       | —       | —       | —       | —       |
| 1927–28      | «Торонто Мейпл-Ліфс»   | НХЛ          | 43               | 9                | 3                | 12               | 72               | —       | —       | —       | —       | —       |
| 1928–29      | «Торонто Мейпл-Ліфс»   | НХЛ          | 44               | 22               | 10               | 32               | 78               | 4       | 1       | 2       | 3       | 4       |
| 1929–30      | «Торонто Мейпл-Ліфс»   | НХЛ          | 43               | 22               | 21               | 43               | 69               | —       | —       | —       | —       | —       |
| 1930–31      | «Торонто Мейпл-Ліфс»   | НХЛ          | 40               | 23               | 19               | 42               | 46               | 2       | 1       | 1       | 2       | 0       |
| 1931–32      | «Торонто Мейпл-Ліфс»   | НХЛ          | 41               | 8                | 5                | 13               | 62               | 7       | 1       | 0       | 1       | 4       |
| 1932–33      | «Торонто Мейпл-Ліфс»   | НХЛ          | 47               | 10               | 8                | 18               | 52               | 8       | 0       | 1       | 1       | 4       |
| 1933–34      | «Торонто Мейпл-Ліфс»   | НХЛ          | 13               | 2                | 3                | 5                | 11               | —       | —       | —       | —       | —       |
| Усього в НХЛ | Усього в НХЛ           | Усього в НХЛ | 313              | 111              | 82               | 193              | 472              | 21      | 3       | 4       | 7       | 12      |